# Twydall
Twydall – osada w Anglii, w hrabstwie ceremonialnym Kent, w dystrykcie (unitary authority) Medway. Leży 12 km na północ od miasta Maidstone i 52 km na wschód od centrum Londynu. W 2001 miejscowość liczyła 13 282 mieszkańców.